# Conceveiba prealta
Conceveiba prealta là một loài thực vật có hoa trong họ Đại kích. Loài này được (Croizat) Punt ex J.Murillo mô tả khoa học đầu tiên năm 2000.